# Gregorio de Laferrere (Buenos Aires)
Gregorio de Laferrere is een plaats in het Argentijnse bestuurlijke gebied La Matanza in de provincie Buenos Aires. De plaats telt 175.670 inwoners.

## Religie
Laferrere is sinds 2000 de zetel van het rooms-katholieke bisdom Gregorio de Laferrere.